# Cabinet Ringstorff III
Pour les articles homonymes, voir Cabinet Ringstorff.
Le cabinet Ringstorff III était le gouvernement régional (Landesregierung) du Land de Mecklembourg-Poméranie-Occidentale entre le  7 novembre 2006 au 6 octobre 2008.
Il était dirigé par le Ministre-président social-démocrate Harald Ringstorff et soutenu par une « grande coalition » entre le Parti social-démocrate d'Allemagne (SPD) et l'Union chrétienne-démocrate d'Allemagne (CDU).
Il succéda au cabinet Ringstorff II et fut remplacé par le cabinet Sellering.

## Composition
| Portefeuille                                                                        | Titulaire | Titulaire         | Parti |
| ----------------------------------------------------------------------------------- | --------- | ----------------- | ----- |
| Ministre-président                                                                  |           | Harald Ringstorff | SPD   |
| Vice-Ministre-président Ministre de l'Économie, du Travail et du Tourisme           |           | Jürgen Seidel     | CDU   |
| Ministre de l'Intérieur                                                             |           | Lorenz Caffier    | CDU   |
| Ministre de la Justice                                                              |           | Uta-Maria Kuder   | CDU   |
| Ministre des Finances                                                               |           | Sigrid Keler      | SPD   |
| Ministre de l'Agriculture, de l'Environnement et de la Protection des consommateurs |           | Till Backhaus     | SPD   |
| Ministre de l'Éducation, de la Science et de la Culture                             |           | Henry Tesch       | CDU   |
| Ministre des Transports, de la Construction et du Développement régional            |           | Otto Ebnet        | SPD   |
| Ministre des Affaires sociales et de la Santé                                       |           | Erwin Sellering   | SPD   |